# 홍미영
홍미영(洪美英, 1955년 9월 10일 ~ )은 대한민국의 정치인이다. 제17대 국회의원과 민선 5·6기 인천 부평구청장을 역임하였다.

## 생애
1978년 이화여자대학교 사회학과를 나왔다. 1984년 서울에서 인천 만석동의 판자촌으로 이사하여 공부방을 열고 빈민·여성운동에 투신했다. 1986년 5.3 인천민중항쟁과 1987년 6.10민주화운동에 참여했다.
제1대 인천 부평구의원과 제2·3대 인천시의원을 역임하고, 2004년 열린우리당 비례대표로 제17대 국회의원이 되었다. 
2010년 6월 2일에 실시된 대한민국 제5회 지방 선거 민주당 후보로 인천 부평구청장에 출마했다. 전국 최초 민주당 소속 여성 지방자치단체장으로 당선되었다.
7회 지방선거에서는 인천시장에 도전하였으나 박남춘 의원과의 경선에서 패배하였고 21대 총선에서는 부평갑 지역구에 도전하였으나 경선에서 이성만에게 패배하였다.

## 학력
- 1971년 경기여자중학교 졸업
- 1974년 경기여자고등학교 졸업
- 1978년 이화여자대학교 사회학과 졸업
- 2012년 서강대학교 공공정책대학원 사회복지학과 석사

## 경력
- 1991년 초대 인천 부평구의원
- 1995년 2대 인천시의원
- 1998년 3대 인천시의원
- 2004년 제17대 국회의원 (비례대표)
- 2010년 민선 5기 부평구청장
- 2014년 민선 6기 부평구청장
- 2023년 5월 ~ :한국여성의정 사무총장
- 인천자치분권개헌추진본부 공동대표
- 여성정치포럼 공동대표
- 여성의전화 자문위원
- 인천여성민우회 자문위원
- 인천여성노동자회 자문위원

## 저서
- 아름다운 도전 세상을 바꾸는 정치 (예솜기획, 2006년)
- 동네 살림에서 미래를 보다 (와선재, 2014년)
- 사람사는 세상이 온다 (도서출판 다인아트, 2018년)

## 상훈
- 올해의 여성운동상 (한국여성단체연합, 94년)
- 지방자치행정대상 (2016년)
- 다산목민대상 본상 (2017년)

## 역대 선거 결과
|  | 34.0% |

|  | 48.30% |

|  | 63.92% |

|  | 38.26% |

|  | 52.66% |

|  | 48.94% |

## 소속 정당
| 소속 정당 | 소속 정당      | 소속 기간 | 비고      |
| --------- | -------------- | --------- | --------- |
|           | 무소속         | 1991~1995 | 정계 입문 |
|           | 민주당         | 1995      | 입당      |
|           | 무소속         | 1995      | 탈당      |
|           | 새정치국민회의 | 1995~2000 | 창당      |
|           | 새천년민주당   | 2000~2003 | 합당      |
|           | 무소속         | 2003      | 탈당      |
|           | 열린우리당     | 2003~2007 | 창당      |
|           | 대통합민주신당 | 2007~2008 | 합당      |
|           | 통합민주당     | 2008      | 합당      |
|           | 민주당         | 2008~2011 | 당명 변경 |
|           | 민주통합당     | 2011~2013 | 합당      |
|           | 민주당         | 2013~2014 | 당명 변경 |
|           | 새정치민주연합 | 2014~2015 | 합당      |
|           | 더불어민주당   | 2015~현재 | 당명 변경 |

## 같이 보기
- 대한민국 제17대 국회의원 선거 열린우리당 후보 목록#비례대표
- 부평구청장